# 조병준
조병준(1984년 3월 10일 ~ )은 대한민국의 뮤지컬 배우다.

## 방송
- 너의 목소리가 보여 1 (2015)
- 더블 캐스팅 (2020) - Top44

## 음반
- 이브의 사랑 OST Part.1 (2015)
- 선물 - 감성민 (2017)
- 비가 좋다 - NAHUM (2020)

## 공연
- 프리즌 (2012)
- 젊음의 행진 (2013)
- 총각네 야채가게 - 울산 (2013)
- 우연히 행복해지다 - 대구 (2014)
- 빨래 (2014~15)
- 페스트 (2016)
- 소울라이트 (2017)
- 존 도우 (2018)
- 알타보이즈 - 도쿄 (2018)
- 사랑은 비를 타고 (2018)
- 은밀하게 위대하게 - 김해 (2019)
- 뱀프X헌터 (2차: 2024.10.18~2025.05.18)